# 花まんま
『花まんま』（はなまんま）は、朱川湊人の短編小説、および表題作とする短編集、短編小説を原作とする日本映画。映画公開に合わせて刊行された短編集『花のたましい』についても本項で概説する。
短編集は、第133回（2005年）直木三十五賞を受賞している。

## 短編小説
80枚ほどの短編である。
朱川は金子みすゞの「花のたましい」という詩からイメージが広がり、本作になったと語っている。「花まんま」の語は、子供のままごと遊びの中で散った花びらを茶碗に入れて飯（幼児語で「まんま」）とみなすことから。なお、「花のたましい」は2025年に刊行された映画のスピンオフ短編小説集の題名、表題作名としても採用されている。

### あらすじ（短編小説）
俊樹の妹・フミ子には前世の記憶があるという。フミ子の前世は薬物中毒者に刺殺された繁田喜代美。繁田喜代美には父、母、姉、兄がいて彦根城の近くに住んでいたという。フミ子は前世の家族に会いたいから、一緒について来てほしいと俊樹に頼む。フミ子が繁田の家族に接触しないことを条件に俊樹は承諾する。
繁田の家は、フミ子の記憶通りに存在した。繁田の父は娘の死後、精神的に病み、固形物が食べられなくなって瘦せ衰えてしまっていた。フミ子は喜代美が幼いころに作っていた花で作ったままごとの弁当「花まんま」を作り、俊樹に繁田の家へ届けてもらった。弁当を受け取った繁田の家族は、駅まで先回りして、俊樹とフミ子に逢う。繁田の父はフミ子を見た瞬間に喜代美だと認識して涙を流す。しかし、俊樹は繁田の父にフミ子をここで抱きしめるのだけはやめてほしいと伝える。俊樹とフミ子の父親は事故で亡くなっており、母親が女手ひとつで自分たちを育ててくれている。そんな両親に申し訳がないので、フミ子の顔を見るだけにしてほしいと。
時は流れ、フミ子の結婚式の前日。フミ子が選んだ男性はフミ子と同い歳で、少し気弱なところもあるが、誠実で優しく、学究肌でマジメを絵に描いたような男である。しばらくは、フミ子を任せておこうかと俊樹は思うのだった。

### コミカライズ（短編小説）
むろなが供未の作画で、『ビッグコミック』（小学館）2009年10月増刊号（2009年9月17日発売）にコミカライズ版が掲載されている。

## 短編集

### 短編集『花まんま』
2005年4月に文藝春秋から刊行され、2008年4月には文春文庫から刊行された。2024年12月の時点では累計部数20万部。文春文庫版は映画公開に合わせて、映画主演の鈴木亮平、有村架純の写真を装丁に用いた版が刊行されている。
解説は重松清が寄稿している。
直木三十五賞の選考委員を務めた井上ひさしは、本作収録の短編の共通項として「過ぎ去った幼い日々の日常の中に、さりげなく超自然現象を置く」ことを指摘している。「妖精生物」は怖い話、「凍蝶」は切ない話、「送りん婆」はおかしな話と、6編それぞれ彩りは異なるが、6編ともに佳品であり、一編の無駄打ちもないところに値打ちがあると井上は評している。
収録作品
トカビの夜
トカビは朝鮮半島に伝わる妖怪。ユキオは朝鮮人の少年チュンホと親しくなるが、チュンホは生まれつき病弱で死んでしまった。その後、近所の家にチュンホの幽霊が頻繁に出るようになる。住民たちは朝鮮人を差別していた祟りだと慌て、ユキオもチュンホに酷いことをしていたことを悔やむ。
妖精生物
10歳の世津子は変なおじさんから130円で「妖精生物」を買う。正体は不明だったが、世津子は言われたとおりに育て、ときおり手のひらや太ももの上に乗っけて遊んでいた。こうしていると世津子は体中が快感に包まれのだった。世津子の父親が経営している工務店に大介という美男子が入ってきて、世津子は大介に一目惚れしてしまうが、2か月後、大介は工務店をを去ってしまい、しばらくすると、世津子の母もいなくなる。
摩訶不思議
女たらしのツトムが事故死した。ツトムの葬式では「女」たちが鉢合わせにならないよう甥のアキラが気を使って修羅場を阻止することに成功する。火葬だけとなった時、ツトムの霊柩車が突然動かなくなってしまう。「女」たち全員から見送られたいツトムの怨念か?
花まんま
上述。
送りん婆（）
死の床で苦しむ病者を死へと送り出す呪文がある。先祖代々「送りん婆」に受け継がれてきたその呪文、作中にもその呪文そのものが書かれているが、読者が呪文を知ってもそうは行かない理屈があった。
凍蝶
ミチオは部落差別に遭っていた。友人もできないミチオのミチオの相手をしてくれたのは、霊園で出会ったミワという美しい女性だけだった。ミワには病気の弟がいて、その治療費のために多額の借金をしたため、一家は大阪にやって来てのだという。ミワがどんなことをして稼いでいるのかをミチオにはまだ想像できなかった。

### 短編集『花のたましい』
『花のたましい』（はなのたましい）は、2025年3月に文藝春秋から刊行された。映画『花まんま』のスピンオフ小説集である。
収録作品
花のたましい
駒子が、お好み焼き屋の看板娘になる前、20歳くらいの話。駒子はさほど親しくもなかった幼馴染の智美と再会し、儲け話を持ち掛けられる。
百舌鳥乃宮十六夜詣（）
小学四年生の陣太郎と貞夫は山に入り道に迷ってしまった。2人の目の前には、ナメクジ地蔵があったが、そこが親たちから「決してその先に行ってはいけない」と言われていた場所でもあった。
アネキ台風
塚口ハジメは山田製作所で働く傍ら、ビジュアル系バンドのボーカルとして活躍する人気者。ハジメの姉・香織は保険外交員であり、山田製作所にも出入りしていて、製作所の工員たちからも愛されていた。しかし、塚口家にはハジメだけが知らされていない秘密があった。
初恋忌
「私」は癌を患っている。幼少期を過ごした彦根市を娘と共に訪れ、初恋の相手・繁田喜代美に思いを馳せる。

## 映画
2025年4月25日に公開された。監督は前田哲、主演は鈴木亮平、共演に有村架純。また、鈴木と有村は本作が初共演となる。

### 製作
2008年ごろにも前田の手による映画化の企画が動き出していたが、この時は実現には至らなかった。前田は再び映像化権を得て、今作が制作されることになる。本作の原作小説は直木三十五賞受賞作品であるわけであるが、受賞から歳月を経ての映画化は稀なケースと言える。
「花まんま」がままごと遊びで花びらを飯に見立てた語というのは前掲の通りであるが、映画では白いツツジの花びらが飯に、中央にあしらわれた赤いツツジの花が梅干しとされ、他の花の花びらや葉がおかずとして用いられるシーンがある。この「花まんま」は映画の登場人物たちの心を揺り動かす重要な役割を担っている。
原作小説は短編小説であるため、前田は映画化にあたって、大きく物語の拡張を行っている。小説は主人公・俊樹の回想のかたちとして子ども時代の出来事が語られているが、映画は物語展開の中心を現在に置きながらも、原作小説にはない独自のエピソードも登場する。原作と映像の関係については論争になることも多いが、本作については原作者の朱川は「原作をそのままに生かしつつストーリーを膨らませ、見事に世界を広げていただきました。私の手が届かなかったところにまで気持ちが届いていて、原作者冥利に尽きるというものです」と語っており、原作にない映画オリジナルキャラクター・駒子を主人公としたスピンオフ小説も刊行されている。
原作小説では結婚式の前日で終了するのだが、映画では結婚式までの、兄と妹の心のすれ違いを中心に描かれていく。独自のエピソードを描いた理由として前田は「兄妹のその後が見たくなった」と語っている.
撮影は京都の撮影所を中心に行われ、ロケは物語の鍵となる彦根市、大阪府東大阪市や兵庫県明石市などの関西地区で行われている。俊樹とフミ子の住む家は関西特有の二階建て文化住宅であり、セットが建てられている。

### あらすじ（映画）
俊樹は妹・フミ子が生まれたときに「何があっても妹は守らなあかん」と父に言い渡された。その父も27年前に死に、女手ひとつで兄妹を育ててきた母も16年前に死んだ。俊樹は4歳年下のフミ子のために「兄貴はほんま損な役まわりやで」とぼやきながらも、高校を中退して山田製作所で働いた。やがて、フミ子も大学の職員として働くようになったが、ある日、俊樹はフミ子から結婚したいという報告を受ける。長年の苦労が報われたと安堵する俊樹であったが、フミ子に対して不安を覚える過去の不思議な経緯があった。
フミ子が小学校へ入学する前のこと。俊樹はフミ子が書き込んでいたノートを盗み見た。ノートには難しい漢字で見知らぬ人間の名前が羅列されていた。そこにあった名前の1つ「繁田喜代美」について、フミ子に問いただしたところ、フミ子にはその繁田喜代美の記憶があるのだという。繁田喜代美なる女性は、無差別殺人の犠牲となり23歳で命を落としたのだが、フミ子が生まれた日に病院へ担ぎ込まれており、一瞬だけすれ違っていたのだった。
フミ子の7歳の誕生日。フミ子から「兄やん、一生のお願い聞いて」と滋賀県の彦根に連れて行って欲しいと頼まれた。俊樹とフミ子は電車を乗り継いで、彦根へと向かい、フミ子の記憶を頼りに「繁田」の家にたどり着く。繁田喜代美の父・仁は、娘が亡くなったときに自分はのんきに天ぷらうどんを食べていたのを悔やみ、ほとんど固形物を口にしなくなり、骸骨のように痩せ衰えていた。それを見たフミ子は、喜代美が幼い頃によくつくって遊んでいた「花まんま」の弁当を作って、俊樹に繁田の家に届けてもらう。仁はままごとの「花まんま」の弁当を泣きながら、「ぱくぱく」と食べ真似をする。「花まんま」の弁当の事情を聴きだすため、繁田家の3人は駅で俊樹とフミ子に追いつき、仁はフミ子を見て喜代美と呼びかける。しかし、俊樹は自分とフミ子は加藤恭平と加藤ゆうこの子供であり父・恭平亡き後も女手ひとつでいくつも仕事を掛け持ちして生活費を稼いでくれている母に失礼だと、仁がフミ子に触れるのを許さず。今後も接触することがないよう、強く約束させた。
結婚式2日前、フミ子は中沢と新居に泊まると俊樹には言っていた。山田社長やお好み焼き屋「みよし」の面々と酒を飲んでいた俊樹はふと思い立って新居を訪問。しかし、そこにはフミ子の姿は無かった。不審に思った俊樹は自宅に戻り、フミ子の引っ越し荷物の中から、郵便局止めで送られていたたくさんの繁田仁との文通の封書を見つける。
車で中沢と彦根に向かった俊樹は、車中でフミ子に前世の記憶があることを中沢に語る。繁田の家では、昨夜はフミ子が泊まっていったこと、フミ子から折々に俊樹とフミ子の写真を送ってくれていたことなどを聞かされる。約束を破っていたフミ子と繁田家に憤慨した俊樹は、その夜、お好み焼き屋「みよし」で酔いつぶれる。夢に両親と繁田喜代美が現れ、両親は喜代美を天国へと送っていくのだと言った。未明、俊樹は再び彦根へ行き、繁田家の3人をフミ子の結婚式へと誘った。俊樹のスマートフォンのバッテリーが切れる、式場のホテルを間違える、途中でバナナの積み荷が散乱し道をふさがれるといったトラブルもあったものの、挙式のぎりぎりに到着。フミ子は仁をエスコート役としてバージンロードを歩むのだった。
披露宴後、引き出物を繁田家の面々に渡すフミ子から繁田喜代美の記憶は失われていた。彦根への帰りの電車の車内で引き出物を開けてみると、そこには「花まんま」が納められていた。

### キャスト
会話の部分がほとんど関西弁で語られているのは原作小説の通りで、出演者は鈴木亮平（兵庫県西宮市出身）、有村架純（兵庫県伊丹市出身）をはじめ、ほとんどの配役が関西ネイティブの俳優で固められている。
- 加藤俊樹：鈴木亮平（幼少期：田村塁希[10]）
- 加藤フミ子：有村架純（幼少期：小野美音[10]）
- 中沢太郎：鈴鹿央士[11]
フミ子の結婚相手。岡山県出身。フミ子自身から秘密をいち早く知らされている。カラスと会話ができる研究者[9]。
- 三好駒子：ファーストサマーウイカ[11]
映画オリジナルのキャラクター。お好み焼き屋「みよし」の看板娘で、俊樹の幼馴染[2]。ことあるごとに俊樹の世話を焼く[9]。
- 加藤ゆうこ：安藤玉恵[10]
俊樹、フミ子の母。夫・恭平亡き後、仕事を複数掛け持ちし、女手ひとつで兄妹を育てたが、16年前、俊樹が高校の時に亡くなる。
- 三好貞夫：オール阪神[12]
お好み焼き屋店主で、駒子の父親[2]。
- 山田社長：オール巨人[12]
俊樹が働く山田製作所の社長[2]。
- 加藤恭平：板橋駿谷[10]
俊樹、フミ子の父。トラック運転手をしていたが、27年前に玉突き事故に巻き込まれて死亡。
- 繁田喜代美：南琴奈[10]
バスガイド。2日後に結婚式を控えながらも、無差別殺人から観光バスの乗客を護るかたちで犠牲となり23歳で命を落とす。命日はフミ子の誕生日と同じ[8]。
- チーちゃん：馬場園梓[10]
繁田家近くの店で働く喜代美と同年代の女性。俊樹に仁の事情（固形物を食べなくなったこと）を説明する。
- 塚口ハジメ：島村龍乃介
山田製作所の従業員の1人[2]。
- 繁田宏一：六角精児[11]
喜代美の兄。京都大学の教授。直接の面識は無かったが、中沢の研究がユニークだと注目していた。
- 繁田房枝：キムラ緑子[11]
喜代美の姉。
- 繁田仁：酒向芳[11]
喜代美の父親。

原作者の朱川もお好み焼き屋の客役としてカメオ出演し、「おかわり」の台詞を発している。撮影現場を見学している最中に前田から勧められての出演となった。

### スタッフ
- 原作：朱川湊人『花まんま』（文春文庫）
- 監督：前田哲
- 脚本：北敬太[10][14]
- 音楽：いけよしひろ[10][14]
- イメージソング：AI「my wish」（UNIVERSAL MUSIC / EMI Records）[15]
- 企画プロデュース：須藤泰司[10][14]
- プロデューサー：北岡睦己[10][14]
- キャスティングプロデューサー：福岡康裕[10][14]
- 音楽プロデューサー：津島玄一[10][14]
- ラインプロデューサー：谷敷裕也[10][14]
- 宣伝プロデューサー：桝林宏明[14]
- 撮影：山本英夫（J.S.C.）[10][14]
- 照明：東田勇児[10][14]
- 美術：小出憲[10][14]
- 録音・整音：西山徹[10][14]
- 編集：高橋幸一[10][14]
- 装飾：大橋豊[10][14]
- 小道具：岩花学[10][14]
- スタイリスト：荒木里江[10][14]
- 衣装：宿女正太[10][14]
- ヘアメイク：石部順子[10][14]
- 特殊メイク：吉田茂正[10][14]
- 特機：横山聖[10][14]
- VFX：田中貴志[10][14]
- 音響効果：佐藤祥子[10][14]
- スクリプター：渡邉あゆみ[10][14]
- キャスティング：高橋雄三[10][14]
- スケジュール：宮村敏正[10][14]
- 助監督：西片友樹[10][14]
- 製作担当：井上一成[10][14]
- プロダクションマネージャー：森洋亮[10][14]
- 製作管理：福島一貴[10][14]
- プロダクション統括：小嶋雄嗣[10][14]
- 企画協力：文藝春秋[14]
- 配給：東映[10][14]
- 製作プロダクション：東映京都撮影所[14]
- 製作：「花まんま」製作委員会（東映、東映アニメーション、KDDI、TCエンタテインメント、読売新聞大阪本社、日本出版販売、文藝春秋、朝日新聞社）

### コミカライズ（映画）
2025年4月にムライ作画で、サイドランチからオールカラーでコミカライズされたものが販売されている。朱川湊人の代表作とされる「昨日公園」のコミカライズも併録されている。
- 朱川湊人（原作）、ムライ（作画）『花まんま/昨日公園』サイドランチ、2025年。ISBN 978-4991307539。

### コラボレーション
- 梅の花[17]
  - 「花まんま」弁当の販売。
  - 梅の花で飲食した客に抽選で「映画オリジナルグッズ」と「映画鑑賞券（ムビチケ）」のセットをプレゼント。
- 神戸屋レストラン[18]
  - 「花まんま」弁当を神戸屋レストランで販売。
- 西山公園 (鯖江市)[19]
  - 鯖江市役所でコラボビジュアルやパネル、原作小説などを展示。
  - 第64回さばえつつじまつりの本部にてポスターやチラシを掲載。
- ルポゼ・フルール（イオン、イオンスタイル内の花専門店）[20]
  - 「花まんまスタンディングブーケ」を期間限定販売。ブーケに使用している花には花言葉に「感謝」、「思いやり」、「温かい心」などを持つ花を選んでいる。